# La Tosca (film 1918)
La Tosca è un film muto del 1918 diretto da Edward José.
Un'altra versione del dramma di Victorien Sardou ebbe in Italia come protagonista Francesca Bertini in un film girato sempre nel 1918.

## Trama
A Roma, nell'Ottocento, Floria Tosca, famosa cantante d'opera, sospetta che il suo amante Mario Cavaradossi le sia infedele e, senza farsi vedere, lo segue in una villa nei dintorni della città. Lì, scopre con sollievo che non si tratta di un'altra donna, ma che Cavaradossi vi nasconde Cesare Angelotti, un prigioniero politico evaso.
Giunge il capo della polizia pontificia, il barone Scarpia, che chiede a Cavaradossi di consegnargli il fuggitivo, minacciandolo altrimenti di torturarlo per farlo confessare. Cavaradossi rifiuta ma Floria, cercando di salvarlo, rivela il nascondiglio. Il barone li fa arrestare tutti e tre e Cavaradossi è condannato alla fucilazione. Tosca, allora, promette di concedersi a Scarpia se le salverà l'amante. Il barone accetta ma, quando i due si trovano soli, la cantante pugnala il capo della polizia.
Nonostante la promessa di Scarpia, Cavaradossi viene fucilato. Senza scampo, Floria si getta dalle mura del castello cercando la morte.

## Produzione
Il film fu prodotto dalla Famous Players-Lasky Corporation. Venne girato in esterni in Florida, a Fort Marion e a Jacksonville

## Distribuzione
Distribuito dalla Famous Players-Lasky Corporation e dalla Paramount Pictures, il film - presentato da Adolph Zukor - uscì nelle sale cinematografiche USA il 25 marzo 1918.
Attualmente, il film viene considerato perduto